# Алоги
Алоги — християнська секта, яка існувала у II столітті у Малій Азії та у Римі. Секта вважала Ісуса звичайною людиною, тож не визнавала Євангелія від Івана, де Ісус називався Сином Божим унаслідок своєї духовної досконалості.
Унаслідок такого погляду алоги піддавали логічній критиці інші твори Йоанна, зокрема Апокаліпсис, вишукуючи невідповідності.
Походження назви двояке — з одного боку це ті, що відкидають божественний логос, з іншого — ті, що позбавлені глузду.